# Krvava Peč
Krvava Peč je naselje na kraški planoti nad kanjonom Iške v Občini Velike Lašče.

## NOB
V kraju in okolici je bila močna partizanska dejavnost. Zato so italijanski okupatorji 22.3.1942 naselje prvič, nato pa 8. avgusta še drugič požgali in ob tej priliki odgnali vse moške v internacijo. Kraj je bil pogosto izhodišče za akcije partizanskih enot, in pa tudi okupatorjevih proti hajk.